# Барбара Тейлър Брадфорд
Барбара Тейлър Брадфорд (на английски: Barbara Taylor Bradford) е британско-американска писателка на бестселъри в жанра съвременен любовен роман. Използва и съвместния псевдоним Сали Брадфорд (или Барбара Сидън) с писателката Сали Сидън.

## Биография и творчество
Барбара Тейлър Брадфорд е родена на 10 май 1933 г. в Лийдс, Йоркшир, Англия, и е единственото дете на Фреда, медицинска сестра и бавачка, и Уинстън Тейлър, индустрален инженер. Израснала е в предградието Горен Армли. Майка ѝ вселява в нея любовта към книгите и четенето. Обича да чете Чарлз Дикенс, Джейн Остин, и сестрите Бронте. Учи в църковното училище, и в частните училища „C на E“ (в един клас с Алън Бенет) и „Норткот“ за момичета. Продава първия си разказ на списание за деца, когато е била на 10 години.
С мечтата да стане писателка тя започва работа още на 16 години в „Йоркшир Ивнинг Пост“. След няколко месеца като машинописка е назначена като младши репортер в новинарския отдел. От 1949 г. вече е редактор и колумнист на страницата за жените. От 1951 г. отива в Лондон на „Фийл Стрийт“, център на издателската империя на Великобритания, и става моден редактор на женското списание „Woman's Own“, а от 1953 г. пише за „Лондон Ивнинг Нюз“. През 1959 г. става изпълнителен редактор на списанието „Лондон Американ“. От 1962 г. до 1963 г. е колумнист в списание „Днес“ в Лондон.
През 1961 г. Барбара среща, а на 24 декември 1963 г. се омъжва за телевизионния продуцент Робърт Брадфорд (1943 – 1990) и заминава с него за САЩ (получава двойно гражданство).
От 1965 г. до 1969 г. е главен редактор на списанието за обзавеждане и дизайн „Design Center“ в Ню Йорк, и работи като журналист за „Нюздей“, Лонг Айлънд, Ню Йорк, от 1966 г. до 1970 г. През 1970 г. става кореспондент от Ню Йорк на „Чикаго Трибюн“, а през 1975 г. става кореспондент на „Лос Анджелис Таймс“ до 1981 г.
Като един от водещите журналисти по темите за интериорния дизайн и начина на живот Барбара получава няколко награди. Пише редица документални книги по тези въпроси. Освен това издава и редактира няколко детски книги. Но дори след толкова дълга и успешна кариера тя никога не губи желание да пише романи. Трупа години опит и прави няколко неуспешни опита до 1976 г., когато сключва първия си договор.
През 1979 г. се появява дебютната ѝ книга „Изключителна жена“, която се превръща в една от десетте най-продавани книги в историята. След успеха на романа Барбара напуска работа и се посвещава на писателската си кариера.
Част от романите на Брадфорд следват общ модел. Млада жена от низините се издига през годините в бизнеса чрез усилена работа, която обикновено е свързана с огромна саможертва. Възрастен мъж влиза в сюжета като наставник или съпруг, а връзката им рядко е страстна. Любовта и брака обикновено играят малка или никаква роля, докато героинята е силна, установена и съществена фигура в избраната от нея област. Връщането в миналото и вторият шанс след четиридесет години за тези успешни жени са някои от нейните тематични въпроси.
Брадфорд отрича нейните героини да имат стереотип на сексуални хищници, а застъпва тезата, че тези силни и успели жени имат право на човешко общуване. Романтичните ѝ истории драматично илюстрират, че възрастните жени са повече от случайни партньори за енергичните и атлетични млади мъже. Героините ѝ рядко се придържат и никога не се управляват от емоциите си. В съвременния свят те не са обвързани с традиционните роли на двата пола, и те решават кой може или не може да приеме второстепенна роля в отношенията.
Книгите на Барбара са продадени в над 80 милиона екземпляра по целия свят, преведени са на 40 езика в повече от 90 страни, което я нарежда сред най-продаваните авторки на дамски романи. Всичките и романи са бестселъри от двете страни на океана.
По десет от книгите на Барбара Брадфорд са направени телевизионни мини сериали и филми, включително с участието на сър Антъни Хопкинс, Лиам Нийсън, Дебора Кер и Елизабет Хърли, и много други известни артисти.
През 1999 г. става първата жива писателка, чийто образ е изобразен на пощенска марка в серия на Сейнт Винсент и Гренадини, а през 2002 г. и на марка от британския остров Ман.
Удостоена е през 1990 г. със степен „доктор хонорис кауза“ от университета в Лийдс връчена ѝ от херцогинята на Кент. Библиотеката към университета пази архивите на писателката, като ръкописите ѝ се съхраняват в стъклени кутии до тези на сестрите Бронте. Удостоена е с „доктор хонорис кауза“ и от университетите на Брадфорд през 1995 г., през 1996 г. от университета „Тейкио Пост“ в Кънектикът, и през 2005 г. от колежа „Сиена“ Ню Йорк.
През 2003 г. влиза в Залата на Славата на писателите на Америка, достигайки редиците на Марк Твен, Ърнест Хемингуей и Джон Стайнбек. През юни 2003 г. е удостоена с Ордена на Британската империя от кралица Елизабет II за нейния цялостен принос към литературата.
Член е на Съвета на Съвета на Библиотеката на Конгреса на САЩ. Ангажирана е с различни благотворителни каузи – за деца в неравностойно положение, за бедни момичета, за борбата с рака на гърдата, за жертвите на отвличания, както и с други благотворителни организации свързани с Йоркшир.
Барбара Брадфорд живее в Ню Йорк с нейните любими пухкави кучета, които седят под бюрото ѝ, до прозореца с изглед към „Парк Авеню“, докато тя пише. Творчеството ѝ я прави една от най-богатите жени във Великобритания.

## Произведения

### Самостоятелни романи
- Гласът на сърцето, Voice of the Heart (1983)
- Модна къща, Act of Will (1986)
- Жените в неговия живот, The Women in His Life (1990)
- Ще помня, Remember (1991)
- Изгубена невинност, Angel (1993)
- Да спечелиш всичко, Everything to Gain (1994)
- Дом под дъгата, Love in Another Town (1995)
- Опасна тайна, Dangerous to Know (1995)
- Нейните собствени правила, Her Own Rules (1996)
- Сбогуване във Венеция, A Secret Affair (1996)
- Професия жена, Power of a Woman (1997)
- Промяна в чувствата, A Sudden Change of Heart (1998)
- Where You Belong (1999)
- Триумфът на Кейти Бърн, The Triumph of Katie Byrne (2001)
- Three Weeks in Paris (2002)
- Playing the Game (2010)
- Писмо от Истанбул, Letter from a Stranger (2011)
- Secrets from the Past (2012)

### Серия „Ема Харт“ (Emma Harte)
1. Изключителна жена, A Woman of Substance (1979)
2. Да задържиш мечтата, Hold the Dream (1985)
3. Винаги на върха, To Be the Best (1988)
4. Тайната на Ема, Emma's Secret (2003)
5. Неочакван дар, Unexpected Blessings (2004)
6. Триумфът на Харт, Just Rewards (2005)
7. Непозволени игри, Breaking the Rules (2009)

### Серия „Къщата на Деравенел“ (House of Deravenel)
1. Династията Рейвънскар, The Ravenscar Dynasty (2006)
2. Наследниците на Рейвънскар, Heirs of Ravenscar (2007)
3. Господарката на Рейвънскар, Being Elizabeth (2008)

### Серия „Имението Кавендън“ (Cavendon Hall)
1. Имението Кавендън – Жребият е хвърлен, Cavendon Hall (2014)
2. Жените от Кавендън – Задава се буря, The Cavendon Women (2015)
3. The Cavendon Luck (2016)

### Новели
- Treacherous (2014)
- Who Are You? (2016)

### Като Сали Брадфорд (Барбара Сидън)
(съвместен псевдоним със Сали Сидън)

#### Самостоятелни романи
- The Arrangement (1987)
Споразумението, изд. „Арлекин България“ (1995), прев. Вихра Ганчева
- Deceive Me Darling (1988)
- Spring Thaw (1989)
- When Fortune Smiles (1989)
- Out on A Limb (1992)
Старите нови неща, изд. „Арлекин България“ (1994), прев. Саша Попова

#### Сборници
- Conveniently Yours (1994) – с Рита Клей Естрада и Боби Хътчинсън

### Детска литература
- Children's Stories of the Bible from the Old Testament (1966)
- A Garland of Children's Verse (1968)

редактор е на още три книги за деца

### Документалистика
- The Dictionary of 1001 Famous People: Outstanding Personages in the World of Science, the Arts, Music And Literature (1966) със Самюъл Найсенсон
- The Complete Encyclopedia of Homemaking Ideas (1968)
- Fashions That Please Him: How to Be the Perfect Wife (1969)
- Easy Steps to Successful Decorating (1971)
- How to Solve Your Decorating Problems (1976)
- Making Space Grow (1979)
- Luxury Designs for Apartment Living (1981)
- Decorating Ideas for Casual Living (1984)
- Living Romantically Every Day (2002)

### Екранизации – ТВ филми и сериали
- 1985 A Woman of Substance
- 1986 Hold the Dream
- 1989 Voice of the Heart
- 1989 Act of Will
- 1992 To Be the Best
- 1993 Remembe
- 1996 Everything to Gain
- 1997 Love in Another
- 1998 Her Own Rules
- 1999 A Secret Affair

### Книги за Барбара Тейлър Брадфорд
- The Woman of Substance: The Life and Work of Barbara Taylor Bradford (2005) от Пиърс Дъджън